# Domléger-Longvillers
Domléger-Longvillers là một thị trấn ở tỉnh Somme trong vùng Hauts-de-France, Pháp.

## Địa lý
Thị trấn này tọa lạc trên đường D267 và đường D46, khoảng 16 dặm Anh về phía đông bắc của Abbeville.

## Dân số
| 1962                                                           | 1968 | 1975 | 1982 | 1990 | 1999 |
| -------------------------------------------------------------- | ---- | ---- | ---- | ---- | ---- |
| 354                                                            | 372  | 312  | 255  | 257  | 267  |
| Số liệu điều tra dân số từ năm 1962, dân số không tính hai lần |      |      |      |      |      |